# 大井智保子
大井 智保子（おおい ちほこ、1983年5月15日 - ）は、日本の女性ファッションモデル（読者モデル）、ライター。広島県江田島市出身。PIALA MODELS所属。
DJ OCとしてユニット「Pink Bull」でDJ活動し、ブロガーユニット「マーブリー」の一員 としても活動した。

## 人物
- 3人兄妹の末っ子で、姉と兄がいる[4]。
- 広島大学附属高等学校[5] を経て、成城大学卒業。
- 成城大学1年の時に読者モデルになる[2]。
- 広島東洋カープのファンである。古田ちさこ、天野恵と共に「カープ女子 神3（スリー）」を自称する（2014年の新語・流行語大賞で「カープ女子」という言葉が選出された際には、神3の3人もカープ女子を代表して受賞者となり授賞式表彰台に登壇）。
- 楽器演奏が得意であり、ピアノ・ホルン・トランペットが演奏できる。特技は絶対音感[1]。
- 中学～高校時代の同級生に、元山陰放送→広島ホームテレビ→フリーアナウンサー→広島ホームテレビの坪山奏子アナウンサーがいる[5][6]。
- 2016年9月11日、2017年9月19日、2018年9月27日と3年連続で、銀座tauで開催された広島東洋カープ セ・リーグ優勝記念イベント 鏡開きセレモニーにカープ女子として参加[7][8][9][10][11][12]
- 2017年10月7日・8日、東広島市の酒まつり（JR西条駅周辺）にてカープ女子 大井智保子として2017酒まつり乾杯ガールを務める[13]。また、同まつりの告知ポスターのモデルになる[14]。

## 活動内容

### テレビ
- 東京カワイイ★TV （NHK総合テレビジョン）
- おしゃれ工房（NHK教育テレビジョン）
- Girls TV!（日本海テレビ）
- 鯉のから騒ぎ 〜深夜のカープ女子会〜（2014年5月3日、広島テレビ）
- ヴェートーベンとカープ女子のキミの瞳に鯉してる（2015年 - 2016年、とちぎテレビ）
- アメトーーク ｢カープ芸人｣ （2015年3月19日、テレビ朝日）
- カープ道 ｢カープ女子と呼ばれて｣ （2016年5月7日、広島ホームテレビ） 講師
- Veryカープ!連覇は一日にしてならず!〜黄金時代への秘策〜（2017年7月16日、RCCテレビ） 番組内コーナー「カープ芸能人夜会」に出演。その完全版がインターネットで期間限定で公開された。
- イマナマ! イマオシ3 ごめん遊ばせ（2021年、中国放送）コーナーEDも踊った

### ラジオ
- それ聴け!Veryカープ! （2017年4月 - 、RCCラジオ） レギュラー[15]

### CM
- アサヒビール
- 恋するマップ 女子ちず「鯉するマップ〜広島弁バージョン〜」篇（2016年 - 、ZENRIN DataCom） 天野恵（カープ女子神3）と出演。カープ女子のための地図アプリ「鯉するマップ」。[16][17]

### 広告
- 街カードフェスタ広島 カープ女子ときどきカード女子（2016年3月18日 - 同年4月10日） カープ女子神3として

### コラム
- 広島アスリートマガジン
- 文春野球コラム ペナントレース2017（2017年）
- J SPORTS(2018年）

### 配信
- 鯉に恋するカープ女子応援サイト carp girls club[18]（2015年） カープ女子 神3 大井智保子がカープの2015シーズンの全試合のレビューを毎週月曜日に配信

### イベント
- 銀座tau 広島東洋カープ セ・リーグ優勝記念イベント2016 鏡開きセレモニー （2016年9月11日、東京 銀座・広島ブランドショップtau）[7][8]
- 銀座tau 広島東洋カープ セ・リーグ優勝記念イベント2017 鏡開きセレモニー （2017年9月19日、東京 銀座・広島ブランドショップtau）[10][11]
- 酒まつり（2017年10月7日・8日、東広島市・JR西条駅周辺）2017酒まつり乾杯ガール[19]
- 銀座tau 広島東洋カープ セ・リーグ優勝記念イベント2017 鏡開きセレモニー （2018年9月27日、東京 銀座・広島ブランドショップtau）[12]

### 雑誌
- 『Ray』（主婦の友社）
- 『JJ』（光文社）
- 『JJ bis』（光文社）
- 『CLASSY.』（光文社）
- 『ViVi』（講談社）
- 『MORE』（集英社）
- 『with』（講談社）
- 『CanCam』（小学館）